# Rostislav Rostislavovitch de Russie
Rostislav Rostislavovitch Romanov (en russe : Ростислав Ростиславович Романов), né le 3 décembre 1938 à Chicago et mort le 7 janvier 1999 à Londres, est un prince de Russie, membre de la Maison de Holstein-Gottorp-Romanov.

## Famille
Il est le fils du prince Rotislav Alexandrovitch de Russie et de la princesse Alexandra Pavlovna Galitzina.

### Mariages et descendance
Le 9 septembre 1960, Rostislav Rostislavovitch de Russie a épousé à Winnetka (Illinois) Stephena Verdel Cook (née en 1938), fille d'Edgar Joseph Cook et de Sidney Hunt. Ils ont divorcé en 1980.
Un enfant est né de cette union :
- Stephena Rostislavna Romanov, née en 1963, qui a épousé en 1988 Porter Boggis, né en 1960, membre de l'Association Famille Romanov.

Le 16 août 1980, Rostislav Rostilavovitch de Russie a épousé à Lake Forest (Illinois) Christia Ipsen, née en 1949, fille d'Harold Noregaard Ipsen et de Lorraine Wrobel (Christia a épousé en secondes noces, le 6 juillet 2002, David Russell, 4e baron Ampthill (en)).
Trois enfants sont nés de cette union :
- Alexandra Rostislavna Romanov, née en 1983, membre de l'association Famille Romanov.
- Rostilav Rostislavovitch Romanov, né le 21 mai 1985 à Chicago, membre de l'association Famille Romanov[2]. En octobre 2019, il a épousé Foteini Georganta et sont les parents d'un fils, Rostislav-Georges Romanov, né en 2013.
- Nikita Rostislavovitch Romanov, né en 1987, membre de l'association Famille Romanov.

## Biographie
Le 27 juin 1992, à Paris a eu lieu la réunion des « Sept princes ». Avec les six autres princes de Russie, Rostislav Rostislavovitch a fondé le Fonds de bienfaisance des Romanov, une fondation qui a pour but de venir en aide aux enfants russes de Moscou et de Saint-Pétersbourg.
Quelque temps après les funérailles de Nicolas II, le 17 juillet 1998, Rostislav Rostislavovitch tomba malade, les médecins diagnostiquèrent une maladie rare due à la poussière de la cathédrale dans laquelle eurent lieu les funérailles du dernier tsar de Russie.[réf. nécessaire]

## Généalogie
Rostislav Rostislavovitch appartient à la quatrième branche issue de la première branche de la Maison d'Oldenbourg-Russie (Holstein-Gottorp-Romanov), elle-même issue de la première branche de la Maison d'Holstein-Gottorp. Ces trois branches sont issues de la première branche de la Maison d'Oldenbourg. Par sa grand-mère, la grande-duchesse Xenia Alexandrovna de Russie, il est un arrière-petit-fils de l'empereur Alexandre III, un petit-neveu de Nicolas II, par son grand-père, il est le descendant du tsar Nicolas Ier.

## Sources
- (en) Cet article est partiellement ou en totalité issu de l’article de Wikipédia en anglais intitulé « Prince Rostislav Romanov (1938–1999) » (voir la liste des auteurs).
- « Dynastie d'Oldenbourg-Russie »(Archive.org • Wikiwix • Archive.is • Google • Que faire ?) (consulté le 21 août 2014).